# Metrokids
Metrokids fue un canal de televisión por cable infantil chileno, propiedad y exclusivo de la operadora Metrópolis Intercom (fusionada posteriormente con VTR).

## Prehistoria
La era de los canales infantiles de televisión por cable en Chile comienza en septiembre de 1987, cuando se lanza el primer servicio de cable en el país, TV Cable Intercom. En ese mismo año debuta Cable Familia en el canal 4, y en ella se presentaron dibujos animados, videoclips, documentales y espacios educativos y culturales. Luego de que se había cumplido la concesión de la frecuencia 4 en Santiago, en 1991 Cable Familia mudó de frecuencia al canal 3, presentando por último solo dibujos animados. Cable Familia destacaba por la cantidad de series realizadas por Hanna-Barbera y otras productoras de animación norteamericana. También se destacó por emitir largometrajes animados, series clásicas como Chespirito y eventos deportivos.
Por su parte, cuando la compañía de televisión por cable Metrópolis entró por primera vez al mercado, lanzó también su propio canal infantil llamado Metropolito, por el canal 3 donde se presentaban una poca cantidad de dibujos animados. Metropolito terminó al poco tiempo y fue reemplazado por otro canal de Metrópolis.
Durante este tiempo Cartoon Network, de la empresa norteamericana Turner Broadcasting System inauguraba su señal en Latinoamérica y en español para el continente. Metrópolis fue el primero en obtener sus derechos de transmisión para Chile, el 30 de abril de 1993, mientras que en Intercom se lanzó a comienzos de 1994. 
A mediados de 1992 y con la llegada de más canales exclusivos en Intercom, Cable Familia cambia de nombre a Cable Amigo y durante 1993 siguen presentando dibujos animados por el resto del día, mientras por la noche era el turno de un canal de televisión de producción nacional, llamado Plaza Mayor Televisión, basado en un programa magazine de La Red dedicado a recorrer el mundo, pero además con nuevos programas enfocados a la política, espectáculos, economía, entre otros. Debido al éxito del canal en el horario nocturno, en enero de 1994, Cartoon Network termina reemplazando a Cable Amigo en Intercom. Plaza Mayor vuelve en abril de ese mismo año con nueva frecuencia, y deciden presentar un nuevo bloque infantil llamado Plaza Mayor Monitos. El bloque siguió vigente en el canal hasta fines de 1995 cuando Plaza Mayor Televisión cierra sus transmisiones y es reemplazado por Telescuela. Su bloque infantil se había convertido en un canal de televisión que funcionaba en el canal 6.

## Historia
Metrokids, cuyo origen data de junio de 1995 por Metrópolis (antes de su fusión con TV Cable Intercom en el verano de 1996), fue uno de los primeros canales de cable para niños de Chile y contaba con una programación desde las 7 de la mañana hasta la medianoche.
En Metrokids se realizó un programa interactivo llamado Segamanía, en la cual los televidentes podían participar jugando videojuegos de la compañía Sega y ganar premios. Segamanía fue conducido por el locutor y periodista Mauricio Barrientos y el músico Miguel Barriga, conocido en el país por su banda "Sexual Democracia". Los estudios de Metrokids estaban ubicados en Avda. Santa Rosa 76, Santiago, mismo lugar de operaciones de Metrópolis. El programa duró hasta enero de 1997.
Por su parte, Plaza Mayor Monitos de Intercom, transmitía una parrilla de dibujos animados similar a la de Metrokids. En diciembre de 1995 hicieron cambiar la cara a Plaza Mayor Monitos cambiándolo de nombre a Telekids. En ese canal presentaba un programa interactivo llamado Super Nintendomanía, y la descripción del programa era lo mismo que en Segamanía pero esta vez jugando videojuegos de Nintendo. También se realizó el programa Mini Club de Gourmets, hicieron algunos microprogramas desde Parque Arauco o en distintos lugares de Santiago y continuidades musicales a cargo del grupo Mazapán.
Metrokids emitía por el canal 6 de Santiago y Rancagua, además en Iquique, V Región, Los Ángeles, Temuco, Valdivia y Puerto Montt.

## Cierre
En enero de 1996, Metrópolis y TV Cable Intercom se fusionaron en una sola compañía, de nombre Metrópolis-Intercom. Esta fusión hizo que la poca programación diferente de Telekids se fuera a Metrokids. 
En julio de 1997, Metrópolis-Intercom anunció la llegada de Fox Kids y Nickelodeon para ser exhibido en las frecuencias donde ocupaba Metrokids. Esto hizo que este canal siguiera en funcionamiento solamente en Santiago y Rancagua y donde se compartía la señal con un canal misceláneo de esta dicha cableoperadora: Teleplay, un canal dedicado a microespacios y servicios, es decir, Metrokids duraba su emisión por la mañana hasta las 21:00, para luego partir la señal de Teleplay. Además, el bloque se emitía en distintos horarios por los distintos canales locales de Metrópolis-Intercom en casi todo el país. Esto marcó el fin de Metrokids, cerrando sus puertas en enero de 1999, dejando a Etc...TV como el único canal infantil de cable chileno en su momento y en la actualidad.

## Programación
Metrokids contaba con una amplia grilla, casi completamente compuesta por dibujos animados catalogados por sus dueños como "sin violencia", entre ellos estaban: Plaza Sésamo, La Pantera Rosa, Garfield, Toribio, el Buey, Domel, Babar, Las Aventuras de Sonic, Los Pitufos, Alvin y las Ardillas, Moomin, La Pequeña Lulú, El Amo de los Robots, Tienda de Animalitos, Gadget Boy, Los Robotrabajadores, La Gallina y su Pandilla, Dibujos de Todos los Tiempos, Fórmula Uno: Casta de Valientes, Los Robotrabajadores, entre otras series infantiles.